# Lingcheng
För andra betydelser, se Lingcheng (olika betydelser).
Lingcheng, tidigare även känt som Linghsien, är ett stadsdistrikt i Dezhou i Shandong-provinsen i norra Kina. Fram till den 29 oktober 2014 var distriktet ett härad och kallades då Ling (kinesiska: 陵县?, pinyin: Líng xiàn).

## Källa
1. ↑  ”worldpostmarks.net”. Arkiverad från originalet den 2 januari 2015. https://web.archive.org/web/20150102101710/http://worldpostmarks.net/HTML%20Countries/china.htm. Läst 22 juli 2015.